# Sucha (dopływ Szprotawy)

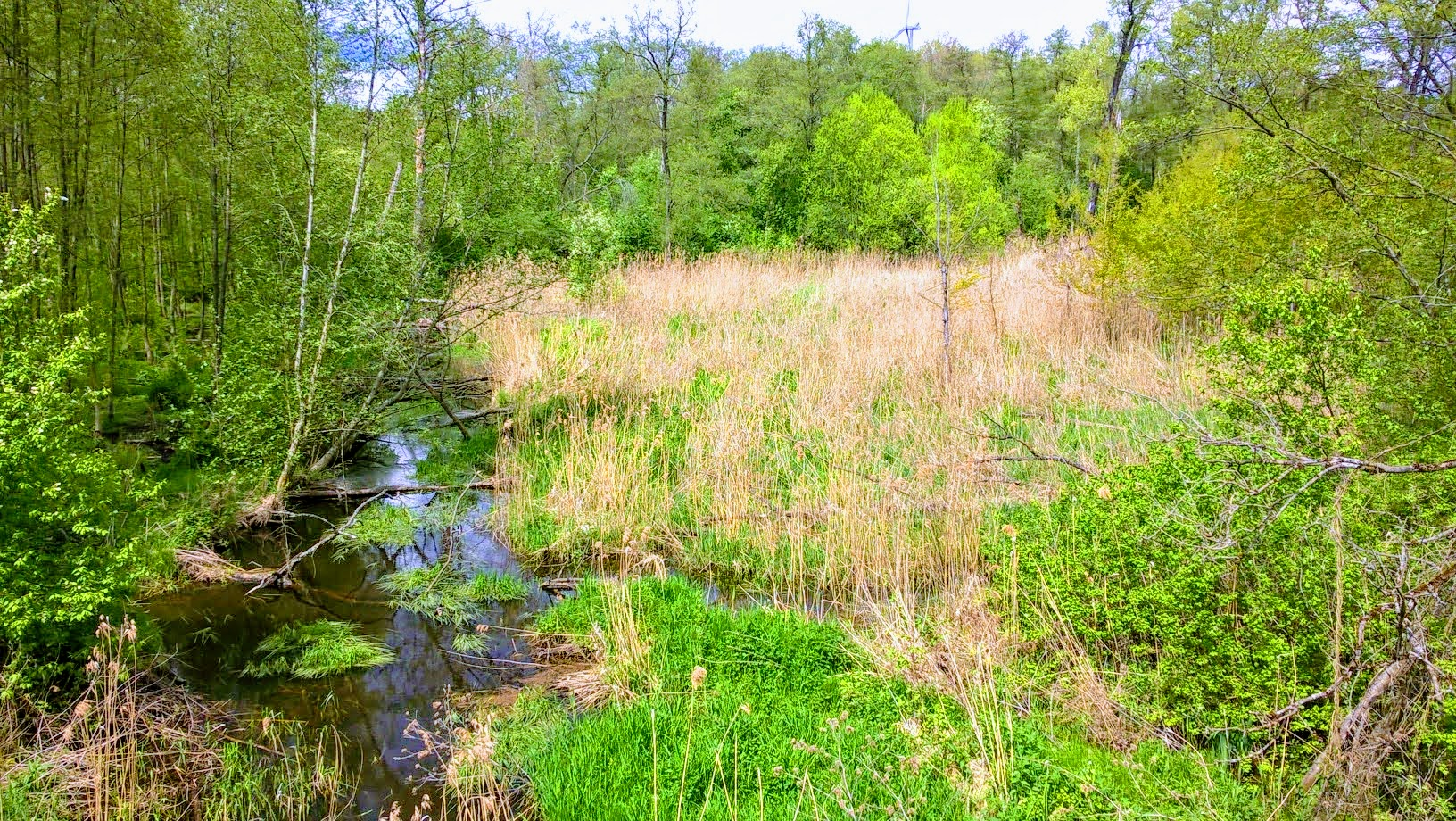
Potok Sucha, zespół przyrodniczo-krajobrazowy, pod Dzikowicami.

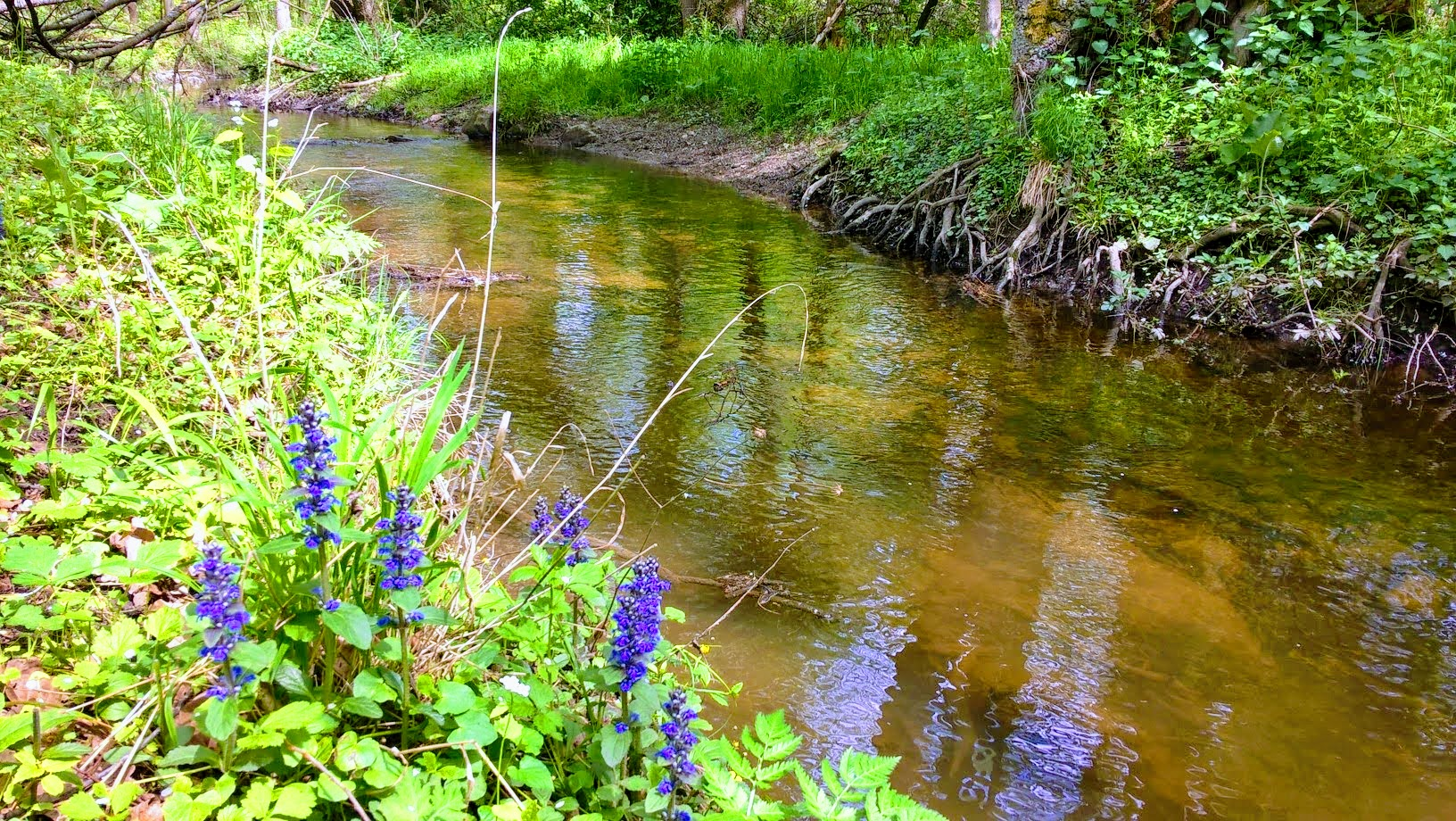
Potok Sucha na wysokości stanowiska dydaktycznego zespołu

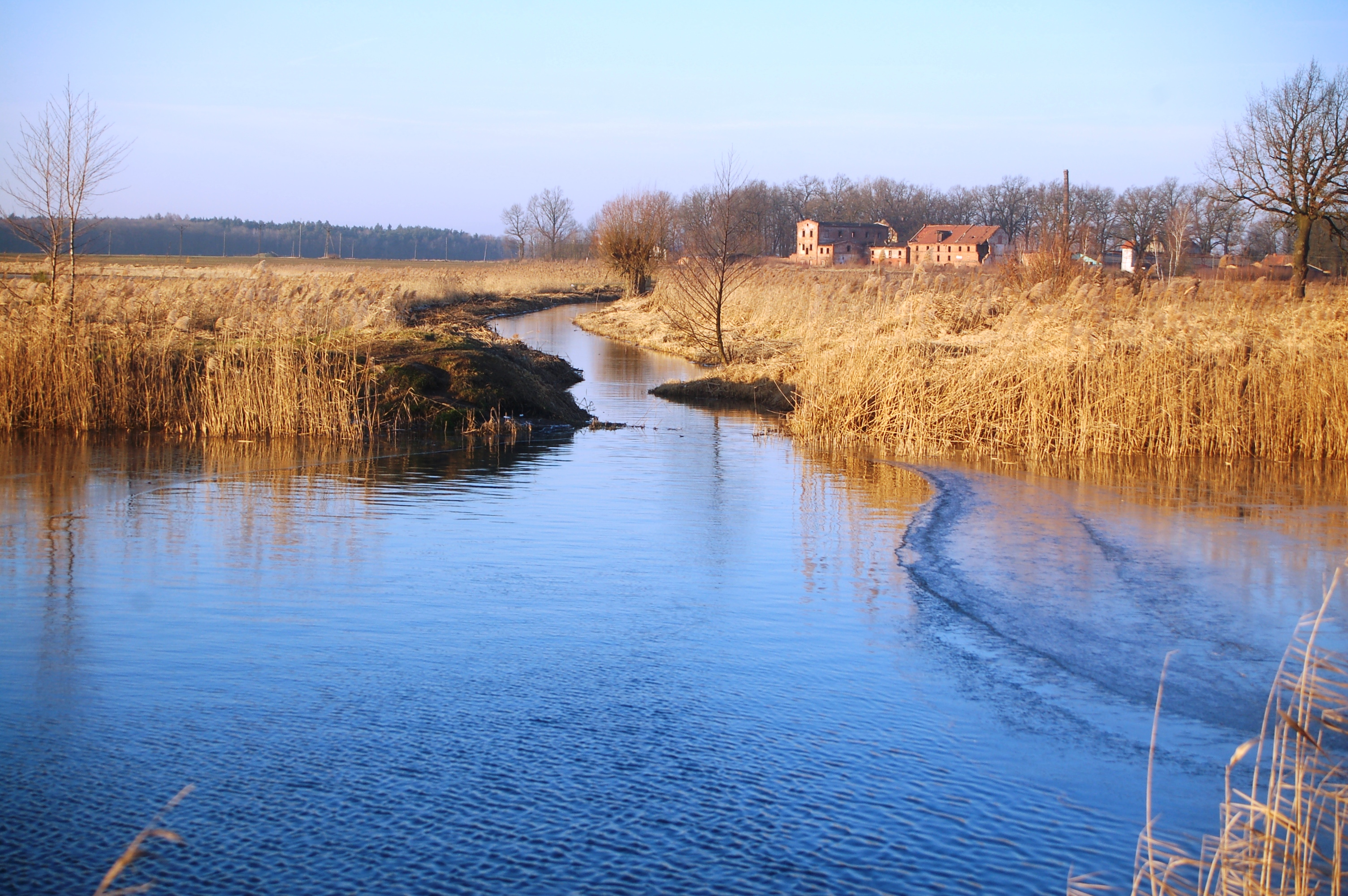
Sucha wpływająca do zalewu w Gościeszowicach

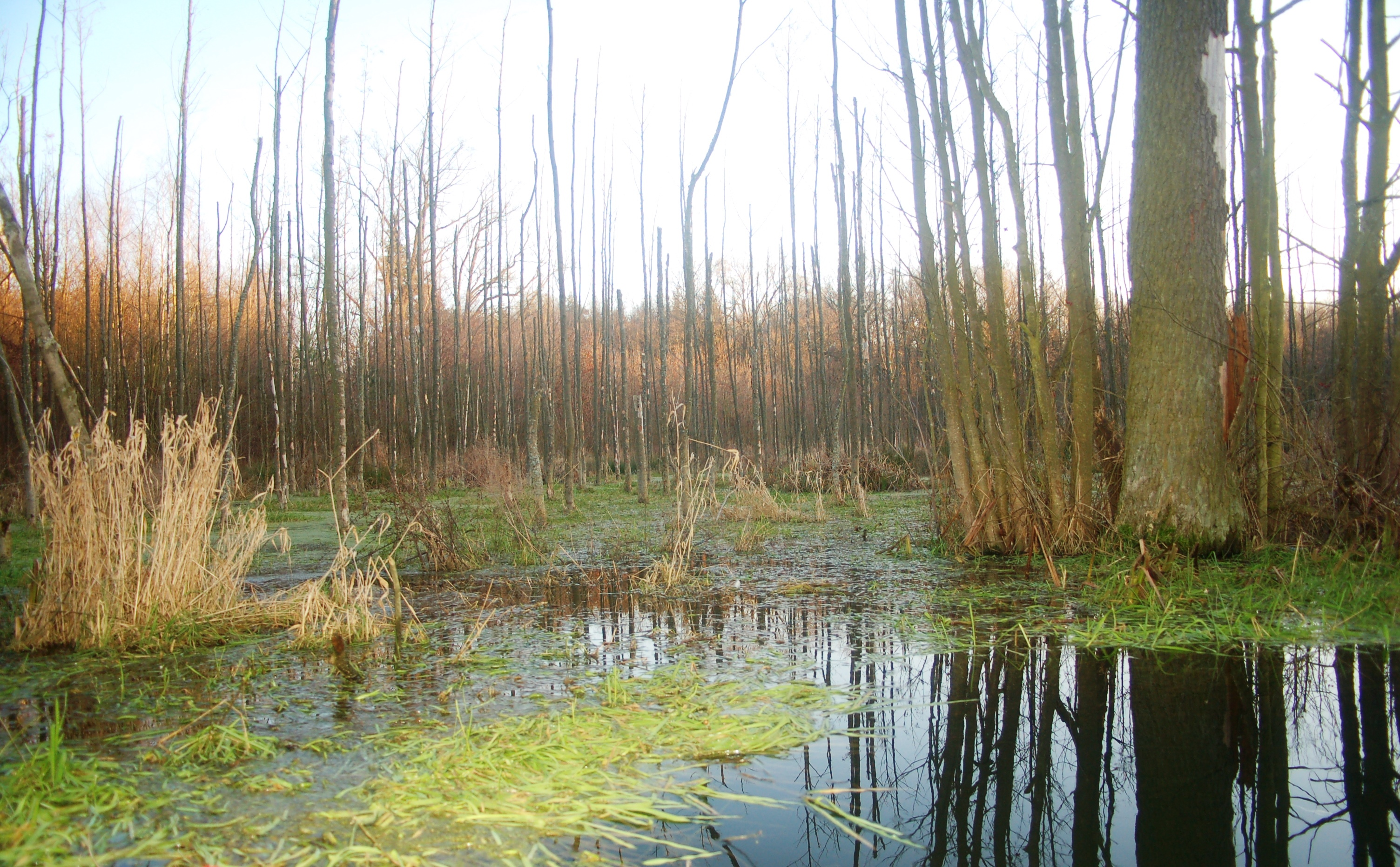
Rozlewisko Suchej poniżej Gościeszowic

Sucha – prawy dopływ Szprotawy, uchodzący do niej we wsi Sucha Dolna.
Według klasycznego podziału to ciek IV rzędu, o długości ok. 15 km. Jego źródliska znajdują się na mokradłach pomiędzy wsiami Borowina i Siecieborzyce w gminie Szprotawa (powiat żagański). Przepływa po rubieżach miejscowości: Borowina, Długie, Międzylesie, Gościeszowice, Dzikowice i Sucha Dolna. Przecina drogę wojewódzką nr 297. Miejscami jego bieg pokrywa się z granicą pomiędzy gminami Szprotawa a Niegosławice.
W dniu 30 kwietnia 2019 odcinki potoku leżące na terenie gminy Szprotawa zostały objęte uchwałą Rady Miejskiej w Szprotawie prawną ochroną, tworząc odtąd Zespół przyrodniczo-krajobrazowy "Potok Sucha".

## Fauna
Potok Sucha charakteryzuje się unikalnym naturalnym meandrującym przebiegiem koryta, który w większości nie został przekształcony przez gospodarkę melioracyjną. Jego przebieg przez tereny leśne spowodował, że sam potok w połączeniu z terenami leśnymi, jest swoistą ostoją dla rzadkich i chronionych gatunków zwierząt. W przełomie potoku miejsca do żerowania znalazł cenny gatunek ptaka bocian czarny (Ciconia nigra), którego w pobliżu potoku znajdują się dwa stanowiska lęgowe. Kolejnym rzadkim gatunkiem ornifauny jest pliszka górska (Motacilla cinerea), która na nizinach jest ptakiem bardzo rzadkim. Strome brzegi cieku stały się ważnym miejscem lęgowym zimorodka (Alcedo atthis), którego populację można oszacować na ponad 20 par lęgowych. Nad brzegami potoku często obserwowany jest brodziec samotnik (Tringa ochropus), który gniazduje w podmokłych olsach i łęgach zasilanych wodami potoku. W zakolach potoku i aluwiach (mielizny piaszczyste) często spotykany jest kuliczek piskliwy (Actitis hypoleucos).
Wody Suchej są siedliskiem chronionej wydry (Lutra lutra) oraz z gatunku ryjówki rzęsorka rzeczka (Neomys fodiens). Nurt potoku zasiedlony jest przez rzadkie gatunki ryb i minogów, tj. kiełbia białopłetwego (Romanogobio albipinnatus), piskorza (Misgurnus fossilis) oraz strzeblę potokową (Phoxinus phoxinus). Wody Potoku Sucha są schronieniem i miejscem rozrodu dla chronionych płazów: traszki zwyczajnej (Lissotriton vulgaris) i traszki grzebieniastej (Triturus cristatus).

## Etymologia nazwy
Potok Sucha to nazwa nadana po 1945 roku. Wcześniej ciek nazywał się po niem. Zauche Graben, w tłumaczeniu na pol. "Rów Zauche". Najprawdopodobniej to właśnie od nazwy potoku wzięto nazwę dla wsi Sucha Dolna (niem. Nieder Zauche), gdzie ciek ma swój dolny bieg i wpada do Szprotawy.
Potocznie tłumaczy się, że potok nazwano Suchą, bo okresowo wysycha. Nie jest jednak pewne, że "zauche" (czawche) to rzeczywiście "sucha".
W Spreewaldzie w Niemczech występuje stara nazwa miejscowa Alt Zauche, którą wywodzi się z języka dolnoserbskiego i tłumaczy jako "Stara Niwa". Z kolei niwa to - "co przylega do pola", w systemie wiejskiej gospodarki feudalnej jednostka służąca celom obrachunkowym i ewidencyjnym. Niwami określano pasy ziemi (łany) często o granicach naturalnych w postaci rowów, łąk, lasów, co jakże dobitnie odczytujemy również w przebiegu Potoku Sucha. Może był to więc zwyczajnie "rów niwa", stanowiący naturalną granicę dla pól i lasów przynależnych do wiejskich włości.

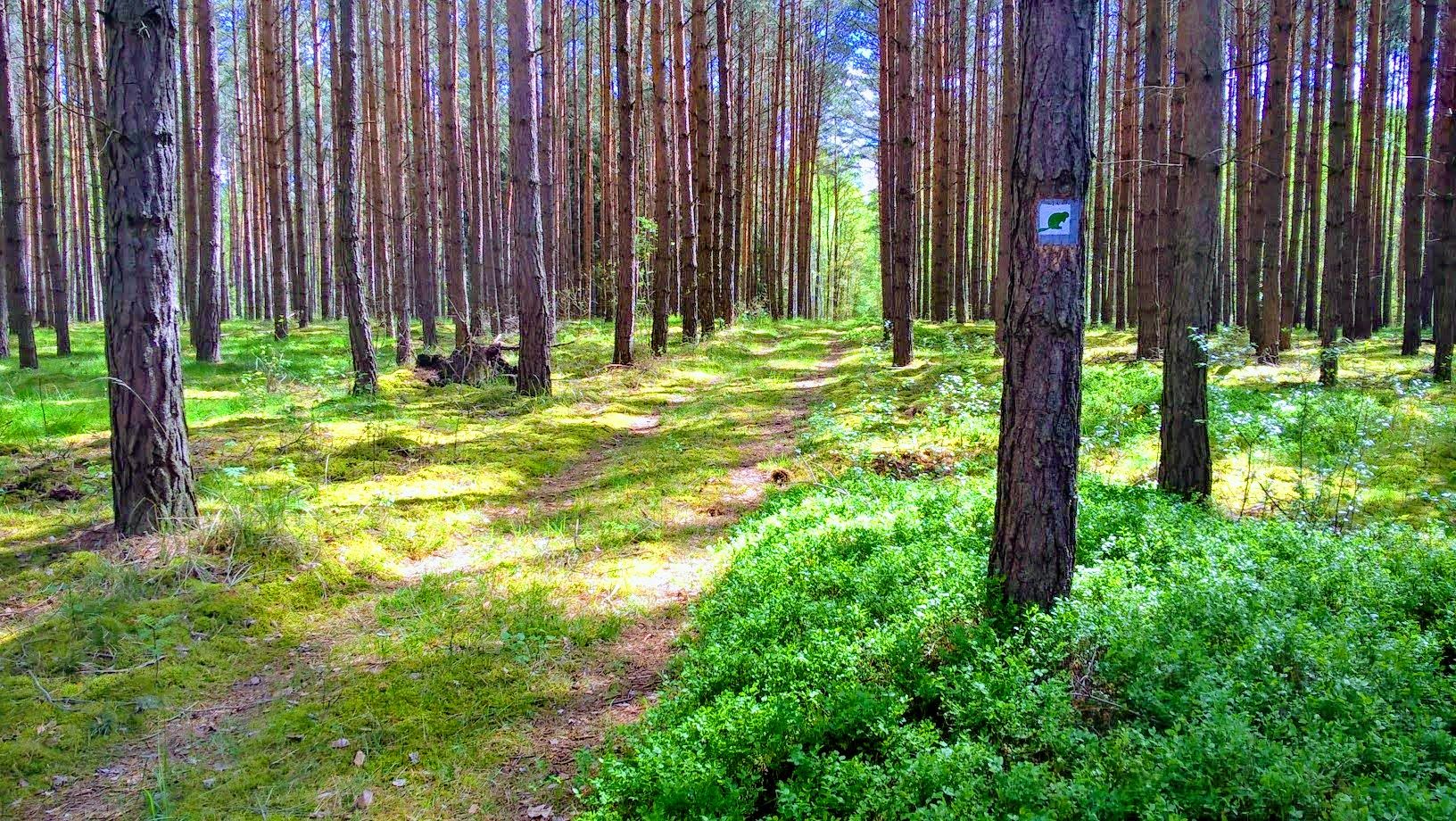
Etap ścieżki przyrodniczo-leśnej Potok Sucha

## Ścieżka przyrodniczo-leśna
W celu wyeksponowania walorów zespołu, w latach 2020-2021 zaprojektowano i wykonano ścieżkę przyrodniczo-leśną Potok Sucha. Ścieżka ma długość 4 km. Jej początek przewidziano przy przystani kajakowej Wiechlice, a metę przy puncie dydaktycznym nad potokiem. Najważniejsze obiekty ścieżki: mała elektrownia wodna na rzece Szprotawa wraz z infrastrukturą turystyczno-rekreacyjną, bukowy wąwóz ze źródełkiem, zabytkowe kamienne drogowskazy z XIX w., zabytkowy trakt szprotawsko-głogowski, aleja starych czereśni, aleja starych dębów, dawny las miejski (Sprottauer Stadt-Forst), Potok Sucha, różne typy siedlisk leśnych, skrytki do gry Geocaching. Ścieżkę zaprojektowali Maciej Boryna i Jan Ryszawy z Urzędu Miejskiego w Szprotawie. Oznakowanie trasy - zielony bóbr na białym polu. 